# 高嵩松
高 嵩松（こう すうしょう、享保9年〈1724年〉 - 文化8年6月28日〈1811年8月16日〉）は、江戸時代の英派の絵師、狂歌師。

## 来歴
高嵩谷の門人。渡辺氏、名は正雄。後に平七と改名している。高嵩松と号した他、狂歌名を元の杢阿弥または元の木網、落栗庵といった。通称は大野屋喜三郎といい、もと武蔵国杉山の人であった。京橋北紺屋町で湯屋を営業していたが、後に芝西久保神谷町、花川戸、神田永富町に移り住んでいる。剃髪してからは珠阿弥と称している。絵描きとしてより狂歌師として著名であり、蜀山人らとともに江戸における狂歌壇の大立者であった。晩年には向島に隠居している。寛政から文化頃、作画をしており、『蜀山人判取帳』に自画賛が見られる。
門人に蟹子丸、金埒、北静盧など。享年88。墓所は深川万年町の正覚寺。法名は心性院琢誉珠阿弥陀仏。

## 作品
- 『狂歌巨月賞』狂歌本　秋長堂編　文化1年　共画